# Manierizem
Manierizem, znan tudi kot pozna renesansa, je slog evropske umetnosti, ki se je pojavil v poznejših letih italijanske visoke renesanse okoli leta 1520, razširil se je približno do leta 1530 in trajal približno do konca 16. stoletja v Italiji, ko ga je v veliki meri zamenjal baročni slog. Severni manirizem se je nadaljeval v začetku 17. stoletja.
Slogovno manirizem zajema različne pristope, na katere vplivajo in reagirajo harmonični ideali, povezani z umetniki, kot so Leonardo da Vinci, Rafael in zgodnji Michelangelo. Kjer umetnost visoke renesanse poudarja razmerje, ravnovesje in idealno lepoto, manirizem pretirava s takšnimi lastnostmi, kar pogosto povzroči nastanek kompozicij, ki so asimetrične ali nenaravno elegantne. Slog je znan po svoji intelektualni prefinjenosti in umetnih (v nasprotju z naravoslovnimi) lastnostmi. Ta umetniški slog daje prednost kompozicijski napetosti in nestabilnosti kot pa ravnotežju in jasnosti prejšnjega renesančnega slikarstva. Manierizem v literaturi in glasbi je opazen po zelo močnem slogu in intelektualni prefinjenosti.
O definiciji manierizma in njegovih fazah še naprej potekajo razprave med umetnostnimi zgodovinarji. Nekateri učenjaki so na primer oznako uporabljali za nekatere zgodnjenovoveške oblike literature (zlasti poezije) in glasbe 16. in 17. stoletja. Izraz se uporablja tudi za nekatere poznogotske slikarje, ki so delali v severni Evropi od približno 1500 do 1530, zlasti antwerpenske manieriste - skupino, ki ni povezana z italijanskim gibanjem. Manierizem je bil po analogiji uporabljen tudi za srebrno dobo latinske književnosti.

## Poimenovanje
Beseda manierizem izhaja iz italijanske maniere, kar pomeni 'slog' ali 'manira'. V drugi izdaji svoje Življenja najboljših slikarjev, kiparjev in arhitektov (1568) je Giorgio Vasari maniero uporabljal v treh različnih kontekstih: za razpravo o umetnikovem načinu ali načinu dela; opisati osebni ali skupinski slog, kot je izraz maniera greca, ki se nanaša na bizantinski slog ali preprosto na maniero Michelangela in potrditi pozitivno presojo umetniške kakovosti. Vasari je bil tudi manieristični umetnik in je obdobje, v katerem je deloval, opisal kot la maniera moderna ali moderni slog. James V. Mirollo opisuje, kako so pesniki bella maniera poskušali v virtuoznosti preseči Petrarkove sonete. Ta pojem bella maniera nakazuje, da so umetniki, ki so bili tako navdihnjeni, poskušali kopirati in izboljšati svoje predhodnike, namesto da bi se neposredno soočili z naravo. V bistvu je bella maniera izkoristila najboljše iz številnih izvornih materialov in jih sintetizirala v nekaj novega.
Kot stilistična oznaka manierizma ni enostavno opredeliti. Uporabil ga je švicarski zgodovinar Jacob Burckhardt, popularizirali pa so ga nemški umetnostni zgodovinarji v začetku 20. stoletja za kategorizacijo na videz nekategorizirane umetnosti italijanskega 16. stoletja - umetnosti, za katero ni bilo več mogoče pokazati harmoničnih in racionalnih pristopov, povezanih z visoko renesanso. Visoka renesansa' je označevala obdobje, ki ga odlikujejo harmonija, veličina in oživitev klasične antike. Izraz manier je leta 1967 na novo razložil John Shearman po razstavi manierističnih slik, ki jo je leta 1965 organiziral Fritz Grossmann v umetniški galeriji Manchester City. Oznaka manierizem je bila v 16. stoletju uporabljena za komentiranje družbenega vedenja in za prefinjeno virtuozno kakovost ali za označevanje določene tehnike. Vendar je bila za kasnejše pisatelje, kot je Gian Pietro Bellori iz 17. stoletja, la maniera omalovažujoč izraz za zaznani upad umetnosti po Rafaelu, zlasti v 1530-ih in 1540-ih. Od konca 19. stoletja dalje umetnostni zgodovinarji pogosto uporabljajo izraz za opis umetnosti, ki sledi renesančnemu klasicizmu in je pred barokom.
Vendar se zgodovinarji razlikujejo glede tega, ali je manierizem slog, gibanje ali obdobje; in čeprav izraz ostaja sporen, se še vedno pogosto uporablja za prepoznavanje evropske umetnosti in kulture 16. stoletja. 

## Izvor in razvoj
Ob koncu visoke renesanse so mladi umetniki doživeli krizo: zdelo se je, da je vse, kar je bilo mogoče doseči, že doseženo. Odpraviti ni bilo treba več tehničnih ali drugačnih težav. Podrobno poznavanje anatomije, svetlobe, fizionomije in načina, kako ljudje beležijo čustva v izražanju in gesti, inovativna uporaba človeške oblike v figurativni sestavi, uporaba subtilne gradacije tona, je bilo skorajda popolno. Mladi umetniki so morali najti nov cilj in iskati nove pristope. Na tej točki se je začel pojavljati manierizem. Nov slog se je razvil med letoma 1510 in 1520 bodisi v Firencah, bodisi v Rimu ali v obeh mestih hkrati.

### Izvor in vloga modelov
To obdobje je bilo opisano kot 'naravno podaljšanje' umetnosti Andree del Sarta, Michelangela in Rafaela. Michelangelo je že v zgodnjih letih razvil svoj lasten slog, globoko izviren, ki so ga sprva zelo občudovali, nato pa so ga drugi umetniki te dobe pogosto kopirali in posnemali. Ena od lastnosti, ki so jo sodobniki najbolj občudovali, je bila njegova terrabilità, občutek vzbujajočega strahospoštovanja, poznejši umetniki pa so ga poskušali posnemati. Drugi umetniki so se Michelangelovega strastnega in nadvse osebnega sloga naučili s kopiranjem mojstrovih del, kar je standardni način, kako so se učenci naučili slikati in kipariti. Njegov Strop Sikstinske kapele jim je dal zglede, zlasti njegova predstavitev zbranih figur, ki jih pogosto imenujejo ignudi in libijske Sibile, njegov preddverje v Medičejski knjižnici, figure v Medičejski grobnici in predvsem njegova Poslednja sodba. Kasnejši Michelangelo je bil eden velikih vzornikov manierizma. Mladi umetniki so vdrli v njegovo hišo in mu kradli risbe. Giorgio Vasari je v svoji knjigi Življenje najuglednejših slikarjev, kiparjev in arhitektov zapisal, da je Michelangelo enkrat izjavil: »Tisti, ki so privrženci, nikoli ne morejo mimo tistega, ki mu sledijo«.

#### Tekmovalni duh
Tekmovalni duh so gojili pokrovitelji, ki so sponzorirane umetnike spodbujali k poudarjanju virtuozne tehnike in tekmovanju med seboj za naročila. Umetnike so spodbujali k iskanju novih pristopov in dramatično osvetljenih prizorov, dodelanih oblačil in kompozicij, podolgovatih proporcev, zelo stiliziranih poz in pomanjkanja jasne perspektive. Leonardu da Vinciju in Michelangelu je Gonfaloniere Piero Soderini naročil, naj okrasita zid v dvorani Petstotih v Firencah. Ta dva umetnika naj bi slikala drug ob drugem in tekmovala med seboj, kar je spodbudilo k čim večji inovativnosti.
| copy of lost painting that had been by Michelangelo | copy of lost painting that had been by Leonardo da Vinci |

### Zgodnji manierizem
Zgodnji manieristi v Firencah - zlasti učenci Andree del Sarta, kot so Jacopo da Pontormo in Rosso Fiorentino, ki so opazni po podolgovatih oblikah, negotovo uravnoteženih pozah, zrušeni perspektivi, iracionalnih nastavitvah in gledališki osvetlitvi. Parmigianino (študent Correggia) in Giulio Romano (Rafaelov glavni pomočnik) sta se v Rimu gibala v podobno stiliziranih estetskih smereh. Ti umetniki so zoreli pod vplivom visoke renesanse, njihov slog pa je bil označen kot reakcija na njegovo pretirano razširitev. Namesto da bi neposredno preučevali naravo, so mlajši umetniki začeli preučevati helenistično kiparstvo in slike preteklih mojstrov. Zato je ta slog pogosto opredeljen kot anti-klasičen, vendar je takrat veljal za naravni napredek visoke renesanse. Najzgodnejša eksperimentalna faza manierizma, znana po svojih 'antiklasičnih' oblikah, je trajala približno do leta 1540 ali 1550. Marcia B. Hall, profesorica umetnostne zgodovine na univerzi Temple, v svoji knjigi Po Rafaelu ugotavlja, da je Rafaelova prezgodnja smrt zaznamovala začetek manierizma v Rimu.
V preteklih analizah je bilo ugotovljeno, da se je manierizem pojavil v začetku 16. stoletja hkrati s številnimi drugimi družbenimi, znanstvenimi, verskimi in političnimi gibanji, kot so Kopernikov heliocentrizem, obleganje Rima leta 1527 in vse večji izziv protestantske reformacije proti moči katoliške cerkve. Zaradi tega so bile podolgovate in popačene oblike sloga nekoč interpretirane kot reakcija na idealizirane kompozicije, ki so prevladovale v visoki renesančni umetnosti. Tej razlagi radikalnega slogovnega premika okoli 1520-ih znanstveniki niso bili naklonjeni, čeprav je zgodnja manieristična umetnost še vedno močno v nasprotju s konvencijami visoke renesanse.

### Visoki manierizem
Drugo obdobje manierizma se navadno razlikuje od zgodnejše, tako imenovane 'antiklasične' faze. Kasnejši manieristi so poudarjali intelektualno domišljavost in umetniško virtuoznost, značilnosti, zaradi katerih so jih poznejši kritiki obtožili, da delajo na nenaraven in prizadet manier. Umetniki maniere so na svojega starejšega sodobnika Michelangela gledali kot na svoj glavni model; njihova je bila umetnost, ki posnema umetnost, ne pa umetnost, ki posnema naravo. Umetnostni zgodovinar Sydney Joseph Freedberg trdi, da intelektualizirajoči vidik manierske umetnosti vključuje pričakovanje, da bo občinstvo to vizualno referenco opazilo in jo cenilo. Agnolo Bronzino in Giorgio Vasari ponazarjata to vrsto maniera, ki je trajala približno od leta 1530 do 1580. Umetniški pari maniera, ki so večinoma temeljili na dvorih in v intelektualnih krogih po Evropi, so z eleganco pretiravali z izjemno pozornostjo na površini in detajlih: porcelansko obložene figure se enakomerno naslanjajo, kaljena svetloba, ki gledalca prepozna s hladnim pogledom, če sploh vzpostavi stik z očmi. Predmet maniera redko kaže veliko čustev, zato so dela, ki ponazarjajo ta trend, pogosto imenovana 'hladna' ali 'odmaknjena'. To je značilno za tako imenovani slog maniera v njegovi zrelosti. 

## Širjenje manierizma
Mesta Rim, Firence in Mantova so bila manieristična središča v Italiji. Beneško slikarstvo je sledilo drugačnemu načinu, ki ga je v svoji dolgi karieri zastopal Tizian. Številni najzgodnejši manieristični umetniki, ki so delali v Rimu v 1520-ih, so pobegnili iz mesta, potem ko so leta 1527 zavzeli Rim. Ko so se razširili po celini v iskanju zaposlitve, je bil njihov slog razširjen po vsej Italiji in severni Evropi. Rezultat je bil prvi mednarodni umetniški slog po gotiki. Drugi deli severne Evrope niso imeli prednosti takšnega neposrednega stika z italijanskimi umetniki, vendar je manieristični slog svojo prisotnost občutil skozi grafike in ilustrirane knjige. Evropski vladarji so med drugim kupovali italijanska dela, severnoevropski umetniki pa so še naprej potovali v Italijo in pomagali širiti manieristični slog. Posamezni italijanski umetniki, ki so delali na severu, so rodili gibanje, znano kot severni manierizem. Francu I. so na primer podarili Bronzinovo Venera, Kupid, Norost in Čas. Slog je v Italiji upadel po letu 1580, saj je nova generacija umetnikov, vključno z bratoma Carracci, Caravaggiom in Cigolijem, obudila naturalizem. Walter Friedlaender je to obdobje opredelil kot 'antimanierizem', tako kot so bili zgodnji manieristi 'antiklasični' v svoji reakciji stran od estetskih vrednot visoke renesanse, danes pa se strinjata, da sta brata Carracci in Caravaggio začela prehod v baročno slikarstvo, ki je prevladovalo do leta 1600.
Zunaj Italije se je manierizem nadaljeval tudi v 17. stoletju. V Franciji, kamor je Rosso odpotoval na dvor v Fontainebleau, je znan kot 'slog Henrika II.' in je imel poseben vpliv na arhitekturo. Druga pomembna celinska središča severnega manierizma so dvor Rudolfa II. v Pragi ter Haarlem in Antwerpen. Manierizem kot slogovna kategorija se manj pogosto uporablja v angleški vizualni in dekorativni umetnosti, kjer se pogosteje uporabljajo domače oznake, kot sta 'elizabetinski' in 'jakobinski'. Edina izjema je obrtniški manier 17. stoletja, ki se uporablja za arhitekturo, ki se opira na knjige o vzorcih in ne na obstoječe primere v celinski Evropi.
Posebej velja omeniti flamski vpliv pri Fontainebleauju, ki je kombiniral erotiko francoskega sloga z zgodnjo različico tradicije vanitas, ki bo prevladovala v nizozemskem in flamskem slikarstvu 17. stoletja. V tem času je bil najpomembnejši pittore vago, opis slikarjev s severa, ki so v delavnice v Franciji in Italiji vstopili, da bi ustvarili resnično mednarodni slog.

## Značilnost umetniških del nastalih v obdobju manierizma
Manierizem je bil protiklasično gibanje, ki se je močno razlikovalo od estetskih ideologij renesanse. Čeprav je bil manirizem sprva pozitivno sprejet na podlagi Vasarijevih spisov, je bil pozneje obravnavan v negativni luči, ker je bil videti le kot »sprememba naravne resnice in banalno ponavljanje naravnih formul«. Kot umetniški trenutek, manierizem vključuje številne značilnosti, ki so edinstvene in specifične za eksperimentiranje, kako umetnost dojemajo. Spodaj je seznam številnih posebnosti, ki so jih manieristični umetniki uporabili v svojih umetniških delih.
- Raztezanje figur: pogosto je manieristično delo vsebovalo podaljševanje človeške figure - včasih je to prispevalo k bizarnim podobam neke manieristične umetnosti.
- Izkrivljanje perspektive: na slikah je izkrivljanje perspektive raziskovalo ideale za ustvarjanje popolnega prostora. Ideja popolnosti pa je včasih namigovala na ustvarjanje edinstvenih podob. Eden od načinov iskanja izkrivljanja je bil s tehniko skrajšanja. Včasih, ko je bilo uporabljeno izjemno popačenje, bi bilo slike skoraj nemogoče razvozlati.
- Črno ozadje: manieristični umetniki so pogosto uporabili črno ozadje, da bi predstavili popoln kontrast kontur, da bi ustvarili dramatične prizore. Črna ozadja so prav tako prispevala k ustvarjanju domišljije znotraj predmeta.
- Uporaba teme in svetlobe: veliko manieristov je zanimalo, kako ujeti bistvo nočnega neba z namerno osvetlitvijo, ki pogosto ustvarja občutek fanatičnih prizorov. Posebna pozornost je bila namenjena baklam in mesečini za ustvarjanje dramatičnih prizorov.
- Kiparske oblike: Na manierizem je močno vplivalo kiparstvo, ki je postalo priljubljeno v 16. stoletju. Kot rezultat, manieristični umetniki svoje upodobitve človeških teles pogosto temeljijo na skulpturah in grafikah. To je umetnikom manieristov omogočilo, da so se osredotočili na ustvarjanje dimenzije.
- Jasnost črte: pozornost, namenjena čistim obrisom figur, je bila v manierizmu vidna in se je v veliki meri razlikovala od baroka in visoke renesanse. Obrisi figur so pogosto omogočali večjo pozornost do podrobnosti.
- Sestava in prostor: manieristični umetniki so zavrnili ideale renesanse, predvsem tehniko perspektive v eni točki. Namesto tega je bil poudarek na atmosferskih učinkih in izkrivljanju perspektive. Uporaba prostora v manierističnih delih namesto tega daje privilegirane prenatrpane kompozicije z različnimi oblikami in figurami ali redke kompozicije s poudarkom na črnem ozadju.
- Gibanje: zanimanje za preučevanje človeškega gibanja pogosto pripelje do tega, da manieristični umetniki ustvarijo edinstveno vrsto gibanja, povezano s serpentinastimi položaji. Ti položaji pogosto predvidevajo gibanje prihodnjih položajev zaradi njihovih pogosto nestabilnih gibanj. Poleg tega ta tehnika pripisuje umetnikovo eksperimentiranje oblike.
- Poslikani okvirji: v nekaterih manierističnih delih so bili poslikani okvirji uporabljeni za mešanje z ozadjem slik in včasih prispevajo k celotni sestavi umetniškega dela. To je včasih razširjeno, kadar se posebna pozornost posveča okrasnim podrobnostim.
- Atmosferski učinki: številni manieristi so na svojih slikah uporabljali tehniko sfumato, znano kot »upodabljanje mehkih in meglenih kontur ali površin« za upodabljanje pretoka svetlobe.
- Barva: edinstven vidik manierizma je bil poleg preizkušanja oblike, sestave in svetlobe, večina enake radovednosti uporabljena tudi pri barvah. Številna umetniška dela so se igrala s čistimi in intenzivnimi odtenki modre, zelene, rožnate in rumene barve, ki včasih zmanjšajo celotno zasnovo umetniških del, drugič pa jo pohvalijo. Poleg tega so se umetniki pri razbijanju tona kože pogosto osredotočili na ustvarjanje preveč kremne in svetle polti ter pogosto uporabili modre podtone.

## Kiparstvo
Tako kot pri slikarstvu je bilo tudi zgodnje italijansko manieristično kiparstvo v veliki meri poskus najti izvirni slog, ki bi bil vrhunec dosežka visoke renesanse, ki je v kiparstvu v bistvu pomenil Michelangela in velik del boja za dosego tega se je igral v naročilih za zapolnitev drugega mesta na trgu Piazza della Signoria v Firencah, poleg Michelangelovega Davida. Baccio Bandinelli je projekt Herkul in Cacus prevzel od samega mojstra, vendar je bil takrat malo bolj priljubljen kot zdaj, Benvenuto Cellini pa ga je zlonamerno primerjal z 'vrečo melon', odstranil je namreč veliko več prvotnega bloka, kot bi to storil Michelangelo. Cellinijev bronasti Perzej z Meduzino glavo je zagotovo mojstrovina, oblikovana z osmimi zornimi koti, še ena manieristična značilnost in umetno stilizirana v primerjavi z Davidom Michelangela in Donatella. Prvotno zlatar, njegova znamenita Solnica v zlatu in emajlu (1543) je bila njegova prva skulptura in v najboljšem primeru kaže svoj talent.
Majhne bronaste figure za zbirateljske kabinete, pogosto mitološke teme z akti, so bile priljubljena renesančna oblika, pri kateri se je Giambologna, Flamec, s sedežem v Firencah, v kasnejšem delu stoletja odlikoval. Ustvaril je tudi skulpture v naravni velikosti, od katerih sta dve v zbirko vstopili na trgu Piazza della Signoria. S svojimi privrženci je zasnoval elegantne podolgovate primere figura serpentinata, pogosto dveh prepletenih figur, ki so bile zanimive z vseh zornih kotov.
- Štukatura na prostem pri Fontainebleauju, verjetno jo je oblikoval Primaticcio, ki je naslikal ovalni vložek iz 1530-ih ali 1540-ih
- Benvenuto Cellini, Perzej z Meduzino glavo, 1545–1554
- Giambologna, Samson ubija Filistejca, ok. 1562
- Giambologna, Ugrabitev Sabink, marmor, 1583, Firence,
- Adriaen de Vries, Merkur in Psihe severni manieristični bron v naravni velikosti, izdelan leta 1593 za Rudolfa II.
- Kip Venera iz Campo Iemini kapitolskega tipa, rimski, 2. stoletje našega štetja, iz Campa Ieminija, Britanski muzej

## Manierizem v slikarstvu
Znani slikarji v tem slogu so: Tizian, Tintoretto, Giorgio Vasari, Parmigianino, Giuseppe Arcimboldo, El Greco, Roso Fiorentino, Francesco Primaticco, Ferdinando Zuccari, Hendrick Goltzius, Agnolo Bronzino, Antonine Caron de Beavais, Domenico Beccafumi, Albrecht Altdorfer, Luca Cambiaso, Erhard Schön, Paolo Veronese, Bruegel.
Umetnostni zgodovinarji danes menijo, da je prav manierizem odprl s svojimi novostmi pot kasnejšim modernim stilom, kot so ekspresionizem, dadaizem, surrealizem in kubizem.
- Joachim Wtewael Perzej in Andromeda, 1616, Louvre, sestava, ki prikazuje "Vanité" iz kosti in školjk v ospredju ter dodelano akademsko golo s paleto, ki si jo izposoja Andromedina lica. Zmaj se zdi sino-orientalskega vpliva.
- Venera, Kupid, Norost in Čas, Bronzino, c. 1545; Narodna galerija, London
- Tintoretto, Zadnja večerja, 1592–1594
- El Greco, Laokoont (1610–1614)
- Minerva se oblači (1613), Lavinia Fontana (1552–1614). Galerija Borghese, Rim
- Jacopo Pontormo Jožef v Egiptu, 1515–1518; olje na les; 96 x 109 cm; Narodna galerija, London
- Giuseppe Arcimboldo, Jesen, 1573, olje na platnu, Louvre, Pariz

## Manieristična arhitektura
Za manieristično arhitekturo so bili značilni vizualni triki in nepričakovani elementi, ki so izpodbijali renesančne norme. Flamski umetniki, od katerih so mnogi potovali v Italijo in so bili pod vplivom tamkajšnjega manierističnega dogajanja so bili odgovorni za širjenje manierističnih trendov v Evropo severno od Alp, vključno s področjem arhitekture. V tem obdobju so arhitekti eksperimentirali z uporabo arhitekturnih oblik, da bi poudarili trdne in prostorske odnose. Renesančni ideal harmonije se je umaknil svobodnejšim in bolj domiselnim ritmom. Najbolj znan arhitekt, povezan z manierističnim slogom, in pionir v Medičejski knjižnici, je bil Michelangelo (1475–1564). Pripisujejo mu izum kolosalnega reda, velikega pilastra, ki se razteza od dna do vrha fasade. To je uporabil pri svoji zasnovi za trg Piazza del Campidoglio v Rimu.
Pred 20. stoletjem je izraz manierizem imel negativno konotacijo, zdaj pa se uporablja za opis zgodovinskega obdobja na bolj splošen, neobsojajoč način. Maneristična arhitektura je bila uporabljena tudi za opis trenda v 1960-ih in 1970-ih letih dvajsetega stoletja, ki je vključeval kršenje norm modernistične arhitekture, hkrati pa je priznal njihov obstoj. Arhitekt in avtor Robert Venturi je v tem kontekstu opredelil manierizem in zapisal: »Manierizem za arhitekturo našega časa, ki prej prizna konvencionalni red kot izvirni izraz, vendar prekine konvencionalni red, da se prilagodi kompleksnosti in protislovju in s tem nedvoumno vključi dvoumnost«.

### Renesančni primeri
Primer manieristične arhitekture je Villa Farnese v Capraroli, na razgibanem podeželju zunaj Rima. Razmnoževanje tiskarjev v 16. stoletju je širila manieristične sloge hitreje kot kateri koli prejšnji slog.
Gosta z ornamentom "rimskih" detajlov, razstavna vrata na gradu Colditz ponazarjajo severnjaški slog, značilno uporabljen kot izoliran "postavljeni kos" proti nezahtevnim domačim obzidjem.
Od poznih 1560-ih dalje je arhitekt Girolamo Cassar v manierističnem slogu zasnoval številne stavbe v Valletti, novi prestolnici Malte. Takšne zgradbe so sostolnica sv. Janeza, palačo velikega mojstra in sedem originalnih auberges. Mnoge Cassarjeve zgradbe so se skozi leta spreminjale, zlasti v obdobju baroka. Vendar pa nekaj stavb, kot sta Auberge d'Aragon in zunanjost sostolnice sv. Janeza, še vedno ohranja večino Cassarjeve prvotne manieristike.
- Eden najboljših primerov manieristične arhitekture: Palača Te v Mantovi, oblikoval Giulio Romano
- Giulio Romano, Vojvodska palača, Mantova
- Hiša Giulia Romana v Mantovi
- Baldassare Peruzzi, Palazzo Massimo alle Colonne v Rimu
- Michelangelo, preddverje Medičejske knjižnice
- Sostolnica sv. Janeza, Valletta, Malta
- Stolnica bazilika Salvador, Brazilija, zgrajena med 1657 in 1746, Unescova dediščina.[19]